# Thomas Sternhold
Thomas Sternhold, född 1500, död 1549, var en engelsk psalmförfattare, bosatt i Hampshire och en hovman (groom of the robes) under Henrik VIII och Edvard VI.
Han var den främsta författaren till den första engelska psalmboken, ursprungligen ett bihang till den bönbok som sammanställdes av hans elev John Hopkins (död 1570), och som var i allmänt bruk under hela 1600-talet.